# حرب الاستنزاف في نتوء باشان
كانت حرب الاستنزاف في نتوء باشان نزاعًا مسلحًا بين إسرائيل وسوريا في نتوء باشان من مارس إلى مايو 1974. احتل الجيش الإسرائيلي المنطقة في نهاية حرب أكتوبر عام 1973، واحتفظت بها القوات الإسرائيلية حتى توقيع اتفاق فك الارتباط في 31 مايو 1974.

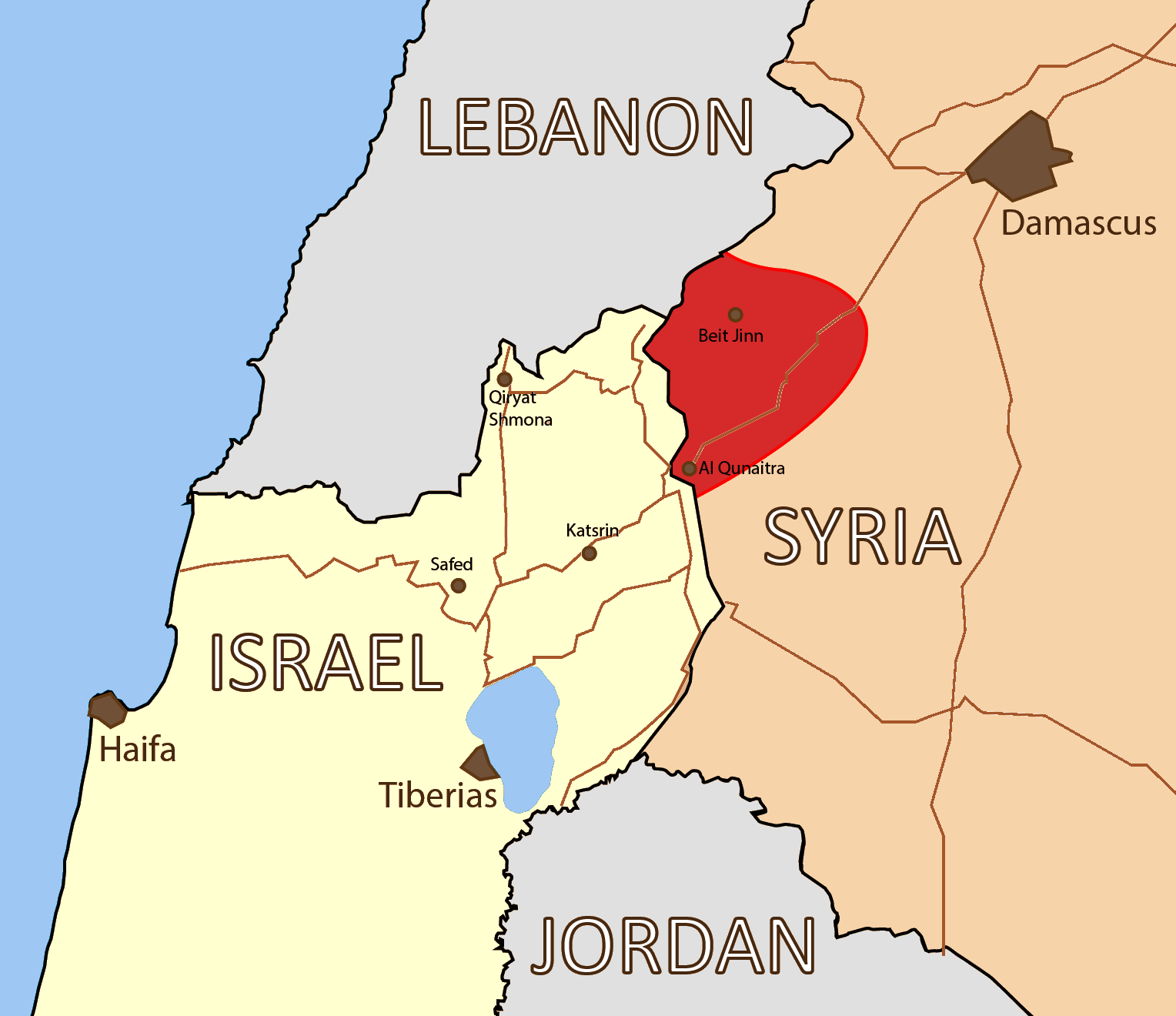
يظهر النتوء الذي سيطرت عليه إسرائيل

## التاريخ

### الاحتلال الإسرائيلي للنتوء: أكتوبر 1973
بحلول الوقت الذي تم فيه فرض وقف إطلاق النار الثاني لإنهاء حرب أكتوبر، كان الجيش الإسرائيلي قد احتل مساحة 400 كيلومتر مربع في سوريا. تُعرف باسم نتوء باشان نظرًا لموقعها في منطقة باشان، وتضمنت أبرز المواقع الإسرائيلية العديد من القرى السورية والعديد من المخرجات العسكرية الرئيسية. وأبرزها أنها اشتملت على عدة مواقع على جبل الشيخ، والتي كانت ضمن مرمى نيران العاصمة السورية دمشق.

### الصراع: نوفمبر 1973 - مارس 1974

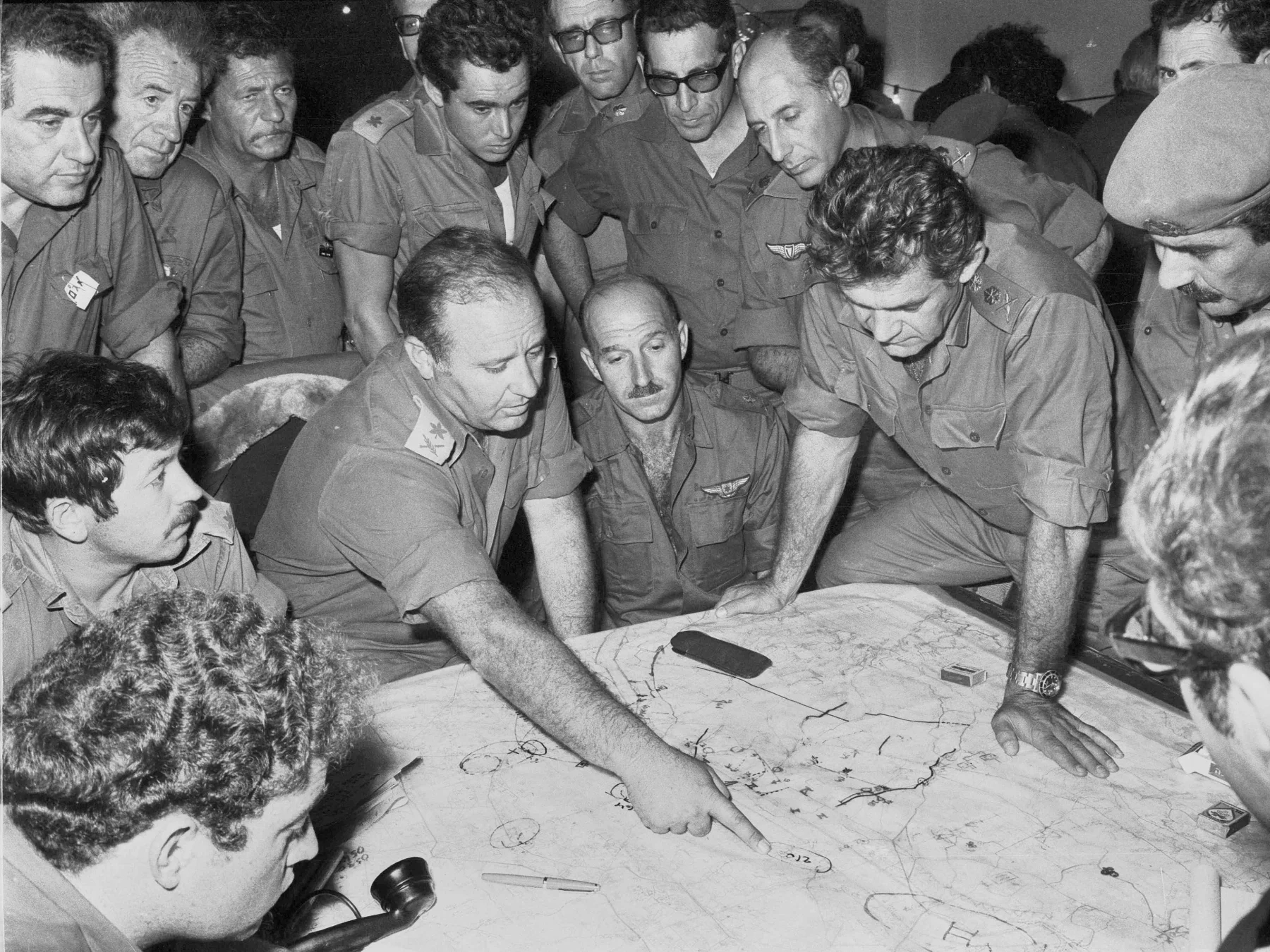
استشارة بالقيادة الشمالية 10 أكتوبر 1973.
يشير رئيس القيادة الشمالية إتسحاق حوفي إلى الخريطة، بينما يميل رئيس أركان الجيش الإسرائيلي ديفيد إلعازر على الخريطة بكلتا يديه

رفض السوريون، بعد أن فقدوا مواقع استيطانية على جبل الشيخ في حرب أكتوبر وأصبحت عاصمتهم مهددة، قبول وجود القوات الإسرائيلية على أراضيهم. على الرغم من وقف إطلاق النار الحالي، قادت القوات السورية العديد من الكمائن والمعارك ضد القوات الإسرائيلية. وبحسب وزير الخارجية السوري عبد الحليم خدام، فإن الهجمات المدفعية السورية المستمرة كانت «جزءًا من حرب استنزاف متعمدة تهدف إلى شل الاقتصاد الإسرائيلي»، وكان الهدف منها الضغط على إسرائيل للتنازل عن الأراضي المحتلة. كما حدثت اشتباكات جوية وفقد الجانبان عدة طائرات خلال الصراع المتصاعد.

### حرب الاستنزاف: مارس - مايو 1974
في فبراير 1974، بدأت المفاوضات بين إسرائيل وسوريا بوساطة هنري كيسنجر، وزير الخارجية الأمريكي. إلى جانب هذه المفاوضات، استمرت المعركة، وازدادت حدتها ببطء، مع أكثر من 1000 حادث بين مارس ومايو. أطلق الإسرائيليون على هذه الحوادث، التي تضمنت قصف المستوطنات الإسرائيلية في أراضي الجولان، «حرب الاستنزاف في النتوء السوري» أو «حرب الاستنزاف الصغيرة»، لتمييزها عن حرب الاستنزاف ضد مصر في 1969-1970.
بسبب طقس الشتاء القاسي والصعوبات اللوجستية، أزال الجيش الإسرائيلي الحامية الدائمة في قمة الشيخ الاستيطانية، معتمدا على الدوريات العرضية لتأمين أصوله. لاحظ السوريون إخلاء البؤرة الاستيطانية، فبدأوا في تمهيد الطريق نحو القمة في أواخر مارس 1974. في شهري أبريل ومايو 1974، بالتوازي مع مفاوضات الهدنة، تصاعد الصراع إلى أيام من القتال شبه الكامل. في 6 أبريل 1974، لاحظت نقاط المراقبة الإسرائيلية أن قوات الكوماندوز السورية صعدت إلى قمة الشيخ غير المحصنة. ورد الجيش الإسرائيلي بالمدفعية والغارات الجوية، وفي تلك الليلة نفسها، وصلت قوة إسرائيلية صغيرة إلى القمة بعد معركة قصيرة. وبعد الحادث تمركزت في البؤرة بشكل دائم قوات الاحتلال مجهزة لمواجهة الظروف الجوية القاسية. احتمت هذه القوات في كهف طبيعي بالقرب من القمة.
في 16 أبريل 1974، أكمل سلاح الهندسة الإسرائيلي طريقًا ممهدًا للقمة، حتى أثناء تعرضه لقصف مدفعي سوري ثقيل، حيث أصبح جرار D-9 أول مركبة آلية تصل إلى القمة على الإطلاق. وبعد اكتمال الطريق، وُضعت الدبابات وناقلات الجند الإسرائيلية في البؤرة الاستيطانية، وتم تعزيز دفاعاتها. ستكون هذه المركبات المدرعة حاسمة في صد الهجمات السورية على البؤرة الاستيطانية الإسرائيلية في 18-19 أبريل، ومرة أخرى في 22 أبريل. كما وقعت عدة معارك جوية فوق المنطقة في هذا الوقت، حيث فقد كلا الجانبين الطائرات.
وفي 27 نيسان 1974 قصف السوريون أحد حصون القمة مما أدى إلى مقتل ثمانية جنود إسرائيليين وإصابة سبعة. وتحطمت مروحية إسرائيلية ارسلت لاخلاء الجنود الجرحى على الجبل وقتلت طاقمها المكون من ستة افراد. كما قصف السوريون الحصون المحيطة وكذلك القوافل اليومية التي تنقل الرجال والمعدات. ورد سلاح الجو الإسرائيلي بضربات جوية على معسكرات للجيش السوري على سفوح الجبل. في 1-2 مايو 1974، داهمت قوات كوماندوز سورية حديقة دبابات إسرائيلية، مما أسفر عن مقتل جنديين إسرائيليين وأسر عدة آخرين. أثبتت هذه الغارة أنها آخر عمل عسكري سوري على النتوء.

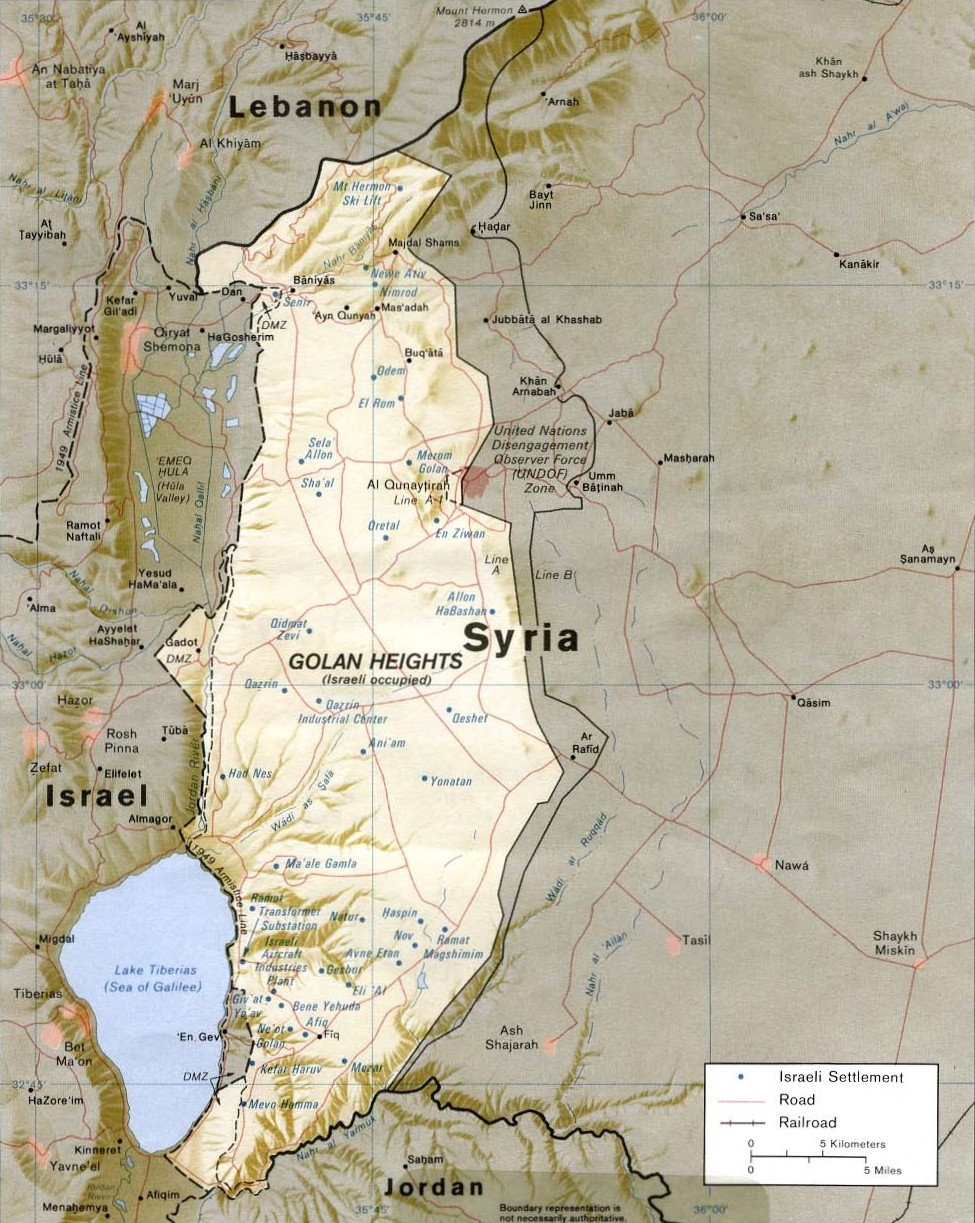
مرتفعات الجولان

### توقيع الهدنة
في 31 مايو 1974، تم توقيع اتفاقية فك الاشتباك بين إسرائيل وسوريا. تماشياً مع الاتفاق، أخلت إسرائيل جميع قواتها من الأراضي السورية، بما في ذلك موقع قمة الشيخ في الأسابيع الثلاثة التالية. عادت القوات الإسرائيلية إلى الخط البنفسجي قبل الحرب، والذي ظل الحدود الفعلية بين البلدين، باستثناء تغييرات طفيفة مثل تسليم إسرائيل مدينة القنيطرة المهجورة إلى السوريين. تم إنشاء منطقة عازلة على الجانب السوري من الحدود التي تسيطر عليها قوة الأمم المتحدة لمراقبة فض الاشتباك مع احتفاظ سوريا بالإدارة المدنية. يستمر هذا الترتيب حتى يومنا هذا، مع الحدود الإسرائيلية السورية من بين أهدأ حدود إسرائيل.